# 연천군·포천군
연천군·포천군은 대한민국의 옛 국회의원 선거구이다. 당시 경기도 연천군과 포천군을 관할했다.

## 역사
대한민국 제13대 국회의원 선거를 앞두고 연천군·포천군·가평군 선거구에서 분리되면서 신설되었다. 
2003년 10월 19일을 기해 포천군이 포천시로 승격되었다. 이에 대한민국 제17대 국회의원 선거를 앞두고 연천군·포천군 선거구가 포천시·연천군 선거구로 개편되었다.

## 역대 국회의원
| 선거   | 정당 | 정당         | 의원   |
| ------ | ---- | ------------ | ------ |
| 1988년 |      | 민주정의당   | 이한동 |
| 1992년 |      | 민주자유당   | 이한동 |
| 1996년 |      | 신한국당     | 이한동 |
| 2000년 |      | 자유민주연합 | 이한동 |

## 역대 선거 결과

### 대한민국 제13대 국회의원 선거
|  | 64.51% |

|  | 26.76% |

|  | 8.72% |

### 대한민국 제14대 국회의원 선거
|  | 57.92% |

|  | 28.59% |

|  | 11.88% |

|  | 1.59% |

### 대한민국 제15대 국회의원 선거
|  | 62.50% |

|  | 27.28% |

|  | 10.20% |

### 대한민국 제16대 국회의원 선거
|  | 52.96% |

|  | 47.03% |